# Elizabeth Grosz
Elizabeth Grosz (* 14. Oktober 1952 in Sydney, Australien) ist eine feministische Philosophin und Theoretikerin.

## Leben und Werk
Elizabeth Grosz machte ihren Bachelor (mit Auszeichnung) sowie ihre Promotion in Philosophie 1981 am Department of General Philosophy der Universität Sydney, wo sie zudem von 1978 bis 1991 unterrichtete. Ab 1992 war sie Professorin an der Monash University in Melbourne und Direktorin des neu gegründeten Institute of Critical and Cultural Studies. Sie unterrichtete dort zudem kritische Theorie und Philosophie.
Als Professorin für Englisch und vergleichende Literaturwissenschaft war sie von 1999 bis 2001 an der State University of New York at Buffalo tätig. An der Rutgers University war sie im Anschluss von 2002 bis 2012 Professorin am Departement for Woman and Gender Studies, bis sie schließlich 2012 Professorin für Frauenforschung und Literaturwissenschaft an der Duke University wurde.
In ihrer Forschung setzt Grosz sich mit französischen Philosophen wie Jacques Lacan, Jacques Derrida, Michel Foucault, Luce Irigaray und Gilles Deleuze auseinander und schreibt zu Themen des Feminismus, der Sexualität, Zeitlichkeit und darwinistischer Evolutionstheorie.

## Veröffentlichungen (Auswahl)

### Monografien
- Sexual Subversions: Three French Feminists, Allen & Unwin, 1989, ISBN  978-0043510728.
- Jacques Lacan: A Feminist Introduction, Routledge, 1990, ISBN 978-0415014007.
- Volatile Bodies: Toward a Corporeal Feminism, Indiana University Press, 1994, ISBN 978-0253208620.
- Space, Time and Perversion: Essays on the Politics of Bodies, Routledge, 1995, ISBN 978-0415911375.
- Architecture from the Outside: Essays on Virtual and Real Space, MIT Press, 2001, ISBN 978-0262571494.
- The Nick of Time: Politics, Evolution and the Untimely, Duke University Press, 2004, ISBN 978-0822333975.
- Time Travels: Feminism, Nature, Power, Duke University Press, 2005, ISBN 978-0822335665.
- Chaos, Territory, Art: Deleuze and the Framing of the Earth, University Press Group, 2008, ISBN 978-0231145183.
- Becoming Undone. Darwinian Reflections on Life, Politics and Art, Duke University Press, 2011, ISBN 978-0822350712.
- The Incorporeal: Ontology, Ethics, and the Limits of Materialism, Columbia University Press, 2017, ISBN 978-0231181624.